# يوسف وهبة باشا
يوسف وهبة باشا (1852 - 1934)، سياسي ورجل دولة مصري، ورئيس وزراء مصر من 19 نوفمبر 1919 حتى 20 مايو 1920.

## النشأة
ولد في 19 يناير 1863 بالإسكندرية لأسرة ذات أصول تركية. تلقى العلم بالمدارس، وتخرج في كلية الحقوق، وعين وكيلاً للنيابة أمام المحاكم المختلطة عام 1882، ثم نقل إلى النيابة الأهلية عام 1889، وتولى رئاسة نيابة الإسكندرية الأهلية، ورقي عام 1895 مفتشاً للرقابة القضائية.
التحق بالمدرسة البطريركية القبطية، وأتقن الإنجليزية والفرنسية والعلوم الرياضية.

## حياته السياسية
بدأ حياته الوظيفية موظفاً بنظارة المالية، ثم الحقانية، في عام 1883، عمل ككاتب سر لجنة التحقيق مع رجال الثورة العرابية، ثم كمستشار في محكمة الاستئناف المختلطة في الإسكندرية عام 1914. شغل منصب وزير الخارجية في نظارة محمد سعيد باشا الأولى (15 أبريل 1912 - 5 أبريل 1914)، ثم وزير المالية في وزارات حسين رشدي باشا الأربع، الوزارة الأولى (5 إبريل 1914 -19 ديسمبر 1914)، والثانية (19 ديسمبر 1914 - 9 أكتوبر 1917)، والثالثة (10 أكتوبر 1917 - 9 إبريل 1919)، وأخيرا وزارته الرابعة (9 إبريل 1919 - 22 إبريل 1919)، تبوأ نفس المنصب السابق في وزارة محمد سعيد باشا الثانية (21 مايو 1919-20 نوفمبر 1919).

## رئاسته الوزارة
اختير رئيساً للوزارة ووزيراً للمالية (20 نوفمبر 1919 - 21 مايو 1921)، وواجه ظروف عصيبة فور تقلده الوزارة إذ وصلت لجنة ملنر الإنجليزية إلى مصر، وأدى مقاطعة حزب الوفد لللجنة إلى تعثر اللقاء رسمياً بينها وبين العديد من المصريين.

### حكومته
| الوزير               | الوزارة                                                       |
| -------------------- | ------------------------------------------------------------- |
| أحمد زيور باشا       | وزارة المواصلات                                               |
| أحمد ذو الفقار       | وزارة الحقانية                                                |
| إسماعيل سري          | وزارة الأشغال العمومية، وزارة الحربية والبحرية                |
| حسين بك درويش        | وزارة الأوقاف                                                 |
| محمد توفيق نسيم باشا | وزارة الداخلية                                                |
| محمد شفيق باشا       | وزارة الأشغال العمومية، وزارة الحربية والبحرية، وزارة الزراعة |
| يحيى إبراهيم باشا    | وزارة المعارف العمومية                                        |
| يوسف وهبة باشا       | وزارة المالية                                                 |

## محاولة اغتيالة
في عام 1919، أثناء مرور يوسف وهبة باشا رئيس الوزراء في شارع سليمان باشا، ألقى عليه طالب الطب القبطي عريان يوسف سعد، عضو منظمة اليد السوداء ــ التي كانت تستهدف اغتيال ضباط الاحتلال البريطاني والمتعاونين معهم من المصريين - قنبلتين، إلا أنه لم يمت، وحكم على عريان يوسف سعد بالأشغال الشاقة لمدة عشرة أعوام. واعترف بأنه أراد كمسيحي، أنه يغتال عميل الاستعمار، حتى لا يدان المسلمين ويكون الباعث ديني، وتتشوه الحركة الوطنية.

## من أهم أعماله
- أول وزير مصري يمضي على ورق مالي مصري.
- تأسس في عهده بنك مصر.

## مؤلفاته
- من مؤلفاته: شرح القانون المدني بالاشتراك مع شفيق منصور، شرح قانون التجارة مع عزيز كحيل.

## وفاته
- توفي في عام 1934.

## أسرته
ورثه ابنه مراد وهبة باشا في القضاء والسياسة على حد سواء، فكان قاضيًا بالمحاكم المختلطة والأهلية ومحكمة النقض والإبرام، ثم وزيرًا للزراعة في وزارة محمد محمود باشا الثانية، فوزيرًا للتجارة والصناعة في وزارة محمد محمود باشا الثالثة، أما حفيده الدكتور مجدي وهبة (1925 ـ 1991) فقد آثر السلك الأكاديمي، وصار مترجمًا وأستاذًا للأدب الإنجليزي بكلية آداب جامعة القاهرة وعضوًا بمجمع اللغة العربية بالقاهرة.